# Corps de cavalerie Bridoux
 (décembre 2020).
La mise en forme du texte ne suit pas les recommandations de Wikipédia : il faut le « wikifier ».
Les points d'amélioration suivants sont les cas les plus fréquents. Le détail des points à revoir est peut-être précisé sur la page de discussion.
- Les titres sont pré-formatés par le logiciel. Ils ne sont ni en capitales, ni en gras.
- Le texte ne doit pas être écrit en capitales (les noms de famille non plus), ni en gras, ni en italique, ni en « petit »…
- Le gras n'est utilisé que pour surligner le titre de l'article dans l'introduction, une seule fois.
- L'italique est rarement utilisé : mots en langue étrangère, titres d'œuvres, noms de bateaux, etc.
- Les citations ne sont pas en italique mais en corps de texte normal. Elles sont entourées par des guillemets français : « et ».
- Les listes à puces sont à éviter, des paragraphes rédigés étant largement préférés. Les tableaux sont à réserver à la présentation de données structurées (résultats, etc.).
- Les appels de note de bas de page (petits chiffres en exposant, introduits par l'outil «  Source ») sont à placer entre la fin de phrase et le point final[comme ça].
- Les liens internes (vers d'autres articles de Wikipédia) sont à choisir avec parcimonie. Créez des liens vers des articles approfondissant le sujet. Les termes génériques sans rapport avec le sujet sont à éviter, ainsi que les répétitions de liens vers un même terme.
- Les liens externes sont à placer uniquement dans une section « Liens externes », à la fin de l'article. Ces liens sont à choisir avec parcimonie suivant les règles définies. Si un lien sert de source à l'article, son insertion dans le texte est à faire par les notes de bas de page.
- La présentation des références doit suivre les conventions bibliographiques. Il est recommandé d'utiliser les modèles {{Ouvrage}}, {{Chapitre}}, {{Article}}, {{Lien web}} et/ou {{Bibliographie}}. Le mode d'édition visuel peut mettre en forme automatiquement les références.
- Insérer une infobox (cadre d'informations à droite) n'est pas obligatoire pour parachever la mise en page.

Pour une aide détaillée, merci de consulter Aide:Wikification.
Si vous pensez que ces points ont été résolus, vous pouvez retirer ce bandeau et améliorer la mise en forme d'un autre article.
Le Corps de cavalerie Bridoux, dit Corps Bridoux, désigne le corps de cavalerie, rattaché à la VIe armée du général Michel Joseph Maunoury, dont le général de division Marie Joseph Eugène Bridoux exerça le commandement à partir du 8 septembre 1914 jusqu'à sa mort, le 17 septembre 1914.
Le 8 septembre 1914, le général Bridoux, qui assurait jusque là le commandement de la 5e division de cavalerie au sein du 1er corps de cavalerie, est nommé à la tête de ce dernier, en remplacement de son chef, le général André Sordet. Le Corps de cavalerie Sordet s'était en effet vu reprocher d’avoir opéré un repli le jour précédent.
Son action, pendant ses dix jours de commandement, illustre la période charnière caractérisée, après la retraite sur Paris, par la reprise de l’offensive par les alliés. Ainsi participe-t-il d’abord à la nouvelle mission défensive de la VIe armée, chargée de fixer les troupes ennemies sur l’Ourcq pendant que la Ve armée et l’armée anglaise franchissent la Marne. Le corps de cavalerie Bridoux, agissant encore dans la composition qui était celle du corps de cavalerie Sordet, couvre alors l’aile gauche de la VIe armée et mène de durs combats qui vont contribuer à retenir les allemands et faciliter la victoire de la Marne.
Puis, la retraite allemande étant engagée, il prend part à la poursuite de l’ennemi jusqu’à l’Aisne, avant de passer sur la rive ouest de l’Oise. Il s’y voit confier une mission de contournement qui va le conduire beaucoup plus au nord que ne le voudrait sans doute le général Maunoury, partisan d’un débordement autour du front de l’Aisne, mais conforme au souhait du général Joffre, acquis à l’idée d’une large action de débordement, très au-delà de ce même front.
Le corps Bridoux, réduit à deux divisions : la 1re division du général Buisson et la 5e division du général de Lallemand du Marais, complétées par une brigade issue de la 3e division, va ainsi effectuer un épuisant périple de plus d’une centaine de kilomètres, qui va le conduire au-delà de Saint-Quentin, où le général Bridoux sera mortellement blessé dans une embuscade, devenant le premier général de division français ayant exercé un grand commandement à être tué à l’ennemi.
C’est cette stratégie qui se verra consacrer par la suite. Après la mort du général Bridoux, le rôle de la VIe armée et du général Maunoury, réticent à mettre en œuvre un plan de contournement élargi, va être repensé, jusqu’à se trouver limité à la tenue du front de l’Aisne. De son côté, la nouvelle IIe armée du général de Curières de Castelnau, dotée d’un corps de cavalerie unique réunissant désormais les divisions des 1er et 2e corps, aura la tâche de tenter un débordement plus ambitieux rééditant l’exploit du corps Bridoux, avant d’entamer la course à la mer.

## Labataille de l'Ourcq
Nommé, le 8 septembre au matin, pour reconquérir le terrain perdu, le général Bridoux donne aussitôt l'ordre à ses divisions de franchir l'Ourcq et de canonner tous les éléments possibles de l'armée allemande.
Parmi ses trois divisions, la 3e division du général de Lastours mène une attaque au nord-est de Betz, mais elle va se heurter à d'importantes forces d'artillerie et d'infanterie, sans que la 1re division du général Buisson, qui avait mission de l'appuyer, puisse intervenir. La 5e division, qui doit déborder l'ennemi au nord, se voit confier une mission spéciale, que son chef, le général de Cornulier-Lucinière, juge lui-même « hardie », mais qui le conduira à réaliser, avec un raid de trois jours à l'intérieur des lignes ennemies, « un des plus beaux faits d'armes à l'actif de la cavalerie »,. Dès le 8 septembre, la 5e division va ainsi provoquer un effet de surprise de part et d'autre de l'Ourcq, suscitant une violente réaction de l'artillerie allemande.
Le général Maunoury doit se résoudre à tirer la conséquence de cette présence de nombreuses et puissantes forces ennemies, qui bouleverse ses plans, et renonce, le 8 septembre au soir, à la stratégie d'enveloppement par le nord jusque là assignée à la VIe armée.
Certes, la retraite allemande a déjà commencé, provoquée par la Ve armée du général Franchet d'Espèrey et le corps expéditionnaire britannique du maréchal French, qui, face à la brèche laissée entre les Ire et IIe armées allemandes, s'apprêtent désormais à franchir la Marne et à poursuivre l'ennemi. Mais, la VIe armée, quant à elle, doit faire face à la forte flanc-garde ennemie constituée par l'aile droite de la Ire armée allemande, massée sur l'Ourcq pour protéger la retraite de la IIe armée et pourvue d'une puissante artillerie lourde. Ainsi le général Maunoury doit-il admettre que son armée, après avoir mis toutes ses forces en ligne pendant trois jours de combats ininterrompus, « ne peut espérer, à moins d'une faute lourde de l'ennemi, entamer cette flanc-garde, mais elle peut chercher à se maintenir devant elle, en se cramponnant fermement au terrain et en renforçant ses positions par des organisations de campagne, de manière à tenir bon, même si l'ennemi lançait des attaques contre elle ». Ce qui n'exclut d'ailleurs pas que, selon le vœu du général Joffre, la VIe armée reprenne l'offensive et franchisse l'Ourcq lorsque l'armée anglaise aura elle-même franchi la Marne.
Dans le cadre des nouvelles instructions défensives du général Maunoury, le général Bridoux donne ordre au corps de cavalerie, le 9 septembre au matin, de continuer à couvrir la gauche de la VIe armée. La 5e division poursuivra sa mission ; la 3e division se tiendra prête à agir ; et la 1re division devra s'opposer à toute progression de l'ennemi vers l'ouest.
Dans les heures qui suivent, le général Maunoury, faisant suite à une instruction du général Joffre, esquisse toutefois une stratégie plus ambitieuse en ce qui concerne le corps de cavalerie. Il décide ainsi une « action de plus grande envergure », pour l'exécution de laquelle il dit d'ailleurs donner « dès maintenant toute latitude » au général Bridoux. En effet, reprenant les termes mêmes du général Joffre, il lui paraît « essentiel » que le corps Bridoux, plutôt que de rester groupé à la gauche de la VIe armée, « découple hardiment ses divisions, ou même de forts détachements renforcés d'artillerie, pour agir sur les points sensibles des communications ennemies, particulièrement Soissons et Compiègne, opérant des destructions sur les voies ferrées, des coups de main sur les convois, etc. », sans exclure qu’un de ses éléments « opère par un large mouvement tournant contre la droite et les derrières de l'adversaire ».
Ce sont ces mouvements dont le général Bridoux, tout en menant sa mission de couverture de la gauche de la VIe armée, va dès lors préparer l'exécution, puis assurer la réussite.
Dans l’immédiat, il doit toutefois faire face à une attaque allemande sur Rozières, à laquelle il oppose la 1re division, ainsi qu’une brigade prélevée sur la 3e division et laissée à sa disposition par le général Maunoury : la 13e brigade de dragons du général Léorat. En début d'après-midi, le corps de cavalerie a enregistré une légère progression : la 3e division tient le carrefour d'Ormoy-Villers et la 1re division, précédée de la brigade Léorat, a atteint le plateau de Rozières, où elle sabre et rejette trois bataillons d'infanterie ennemie. Ni l'une, ni l'autre ne pourront cependant maintenir leurs positions, de nouvelles forces ennemies ayant débouché du nord, qui enrayent l'avance de la VIe armée et opèrent une manœuvre de diversion vers Nanteuil-le-Haudouin,. La 1re division protège alors le repli que doit opérer le 4e corps du général Boëlle et gagne le sud de Senlis, au terme d'une épuisante marche de nuit,. De son côté, la 3e division se porte à la gauche du 4e corps pour en soutenir la 7e division.
Le général Bridoux avait par ailleurs appelé à lui la 5e division, mais, faute de liaison établie, celle-ci a poursuivi la mission spéciale pour laquelle elle avait été détachée. Elle a donc franchi l'Ourcq et, agissant sur les arrières de l'ennemi, canonné des réserves à l'est de La Ferté-Milon, détruit un convoi, retenu un détachement et menacé les lignes de communication partant de Soissons et de Compiègne, avant de s'écarter vers l'ouest, la route de retour vers Nanteuil-le-Haudouin étant désormais barrée,,.
À l'issue des deux journées des 8 et 9 septembre, le général Maunoury tient à remercier ses troupes pour leur vaillance, leur fermeté et leur endurance. De son côté, le général Joffre transmet les félicitations du Gouvernement et rend hommage aux « efforts surhumains » de la VIe armée et à l' « immense avantage » qui en est résulté pour les opérations des armées alliées : « l'armée Maunoury a supporté, avec une énergie admirable, le puissant effort que les Allemands ont tenté contre elle pour dégager leur droite ». Le corps de cavalerie Bridoux aura eu, quant à lui, le mérite, outre les exploits de sa 5e division, d'avoir réussi, avec ses 1re et 3e divisions, à « arrêter de front des forces cinq ou six fois supérieures appuyées par 200 canons », puis à « faire face aux renforts ennemis appelés de l'ouest à la bataille et qui déjà atteignaient sur leurs derrières Nanteuil-le-Haudouin et Rozières, pour les rejeter sur l'Oise »,.

### La poursuite de l’armée allemande en retraite
Le général Joffre ordonne une reprise de l'offensive pour le lendemain, 10 septembre : « la VIe armée continuera, en appuyant sa droite à l'Ourcq, à gagner du terrain vers le nord pour rechercher l'enveloppement ; son action sera prolongée en avant par le corps de cavalerie Bridoux qui recherchera le flanc et les derrières de l'ennemi » et qui, « gagnant du terrain sur l'aile extérieure, cherchera constamment à inquiéter les lignes de communication et de retraite de l'ennemi ». Le général Maunoury, quant à lui, s’il maintient la 3e division dans sa mission de couverture du flanc gauche de la VIe armée, réaffirme, en ce qui concerne le reste du corps de cavalerie, la directive émise l’avant-veille, en prescrivant aux 1re et 5e divisions de se tenir disponibles pour les « opérations de grande envergure » déjà prévues sur les lignes arrières de l'ennemi. Mais, cette « mission spéciale » ne semble encore se traduire que par l'envoi vers le nord de la 5e division, répartie en brigades et chargée de tenter des coups de main. Cette dernière division, après une randonnée fructueuse sur les arrières de l'ennemi qui la conduit à rentrer dans la forêt de Compiègne, sera seule, au soir du 10 septembre, à avoir franchi l'Oise, cantonnant même à Saint-Just-en-Chaussée, au nord ouest de Compiègne. Le général Maunoury place en tout cas sous le commandement du général Bridoux la brigade provisoire de cavalerie légère du colonel Sauvage de Brantès, formée d'escadrons issus de la division provisoire du général de Cornulier-Lucinière désormais dissoute, qui vient de passer la Marne.
Alors que la VIe armée, qui a traversé l'Ourcq, s’est fixé pour objectif de poursuivre l'ennemi en direction de Soissons, en liaison avec l'armée anglaise, sans d'ailleurs se heurter à aucune résistance, le haut commandement perçoit un début de stratégie allemande concernant l'ouest et imagine une réplique. La retraite vers l'Aisne semble en effet tendre à un regroupement de forces distinctes du centre et de l'aile gauche ennemis. Or, ces forces, dont on ne sait pas encore si elles vont faire face à leurs poursuivants, semblent, selon le général Maunoury lui-même, fatiguées et peu dangereuses pour la VIe armée et pour l'armée anglaise, et il semble possible de les déborder. Le général Joffre invite donc la VIe armée à se porter en force sur la rive ouest de l'Oise, en y poussant le corps Bridoux, et à opérer un mouvement de contournement permettant de chercher les arrières de l'armée allemande.
Pour l’heure, au matin du 11 septembre, aucun objectif de débordement par l’ouest n’est encore fixé et le corps de cavalerie est toujours investi de sa mission de harcèlement. À cet effet, le général Bridoux décide de regrouper ses divisions au sud-ouest de la forêt de Compiègne, du moins à l'exception de la 3e division, toujours à la disposition du général Maunoury. Il ignore que la 5e division, dont il est coupé, a déjà pu, la veille, s'avancer jusqu'à Saint-Just-en-Chaussée, et qu'elle s'éloigne maintenant encore plus à l'ouest, vers Beauvais, dans la nécessité de se reconstituer après les incursions éprouvantes menées les jours précédents. Du moins peut-il compter, outre la 1re division, sur la brigade Léorat, la brigade provisoire Sauvage de Brantès, le 9e régiment de dragons du colonel Claret, issu de la 5e division et jusque là détaché, et des éléments épars de cette même 5e division, qui vont être recueillis tout au long de la journée.

#### La manœuvre d’aile
C'est en début d'après-midi que l'objectif de franchissement de l'Oise et de débordement à l'ouest va s’imposer, sans d'ailleurs que le général Maunoury rende au général Bridoux la 3e division que ce dernier lui demande à cet effet. Le corps de cavalerie se porte donc de la forêt de Compiègne vers le coude de l’Oise de Verberie. Le pont y ayant été détruit et le pont voisin de La Croix-Saint-Ouen, encore intact, ne permettant le passage que d'une division, il fait établir dans la nuit un pont de fortune. Ainsi, le matin du 12 septembre, peut-il lancer ses troupes sur la rive ouest et les mener jusqu’au sud de Montididier, au nord-ouest de Compiègne, ordonnant à la 5e division, déjà à pied d'œuvre puisque stationnée à l'ouest de Beauvais, de revenir sur Saint-Just-en-Chaussée pour y prendre ses instructions en vue de son ralliement.
Si le général Maunoury avait pu être informé en temps utile de la suite ainsi donnée à ses ordres, il est probable qu’il eût prescrit aux divisions de cavalerie de se rabattre dès à présent sur l’ennemi, d’autant que lui-même se trouve à la fois arrêté par les ponts détruits et retardé par une forte artillerie ennemie. Mais, il ignore encore leur avancée et craint que le mouvement continu de troupes ennemies vers le sud ne renforce une occupation allemande de la rive ouest de l'Oise et ne conduise à renverser la situation : ce ne serait plus la VIe armée qui déborderait la droite ennemie, mais cette dernière qui chercherait à en envelopper la gauche.
Contrairement aux inquiétudes du général Maunoury, le corps de cavalerie Bridoux a le champ libre le long de l'Oise, dont il a largement remonté la rive ouest la veille, suivi désormais par une division d'infanterie qui a également passé l'Oise et va pousser jusqu'au nord de Compiègne. Le général Bridoux est donc à même, le 13 septembre, de continuer sa mission vers le nord-est. Contournant Montdidier, il s'avance même beaucoup plus au nord, jusqu'à une quarantaine de kilomètres de Compiègne, ce qui inscrit clairement son action dans la stratégie prônée par le général Joffre d’un débordement à large rayon.
Outre la 5e division, qui est en cours de ralliement, en route vers Montdidier par St-Just-en-Chaussée, sous le nouveau commandement du général de Lallemand du Marais, le général Bridoux dispose désormais de la 1re division du général Buisson et d'une nouvelle division provisoire placée sous le commandement du général Léorat. Cette dernière comprend la brigade Léorat, une brigade constituée sous les ordres du colonel Claret, qui regroupe aussi les éléments ralliés appartenant à la 5e division, et la brigade provisoire Sauvage de Brantès. Ce sont ces troupes qui, après avoir parcouru 60 kilomètres en deux jours, vont s'approcher de la Somme, jusqu’à se trouver à une quarantaine de kilomètres de Péronne, en direction de laquelle le général Bridoux a l'intention de se porter le lendemain.
Le 14 septembre, le corps de cavalerie poursuit son avancée vers la Somme. Ayant parcouru une quinzaine de kilomètres jusqu'à Rosières-en-Santerre, il est désormais tout proche de la ligne Amiens – Saint-Quentin et peut lancer une mission de découverte sur Péronne. C’est en effet au sud de cette ville que le général Bridoux a l'intention de passer la Somme le lendemain en direction de Saint-Quentin, de manière à pouvoir se rabattre ensuite sur les lignes arrières de l'ennemi. À cette occasion, la 5e division, qui s'est ralliée, réintègre les détachements du colonel Claret et du colonel Sauvage de Brantès. Quant à la 1re division, elle réussit un coup de main sur Chaulnes, où elle bloque et disperse un train, puis détruit la bifurcation ferroviaire vers l'est.
Le 15 septembre, les 1re et 5e divisions parcourent encore 35 kilomètres et franchissent la Somme au sud de Péronne, pour gagner la région de Templeux-la-Fosse, au nord-ouest de Saint-Quentin, avec une incursion sur Roisel où une brigade détruit la voie ferrée. Ainsi le corps de cavalerie Bridoux, au terme d’une épuisante échappée solitaire de plus d'une centaine de kilomètres et agissant à une soixantaine de kilomètres au nord de la VIe armée, aura-t-il réalisé seul la manœuvre d'aile élargie que souhaitait le général Joffre et que refuse encore le général Maunoury, qui prescrit à ses troupes passées sur la rive ouest de l'Oise d'attaquer entre l'Aisne et Noyon.
Le 16 septembre, le corps de cavalerie bombarde Saint-Quentin et lance une brigade vers Bohain-en-Vermandois, à une vingtaine de kilomètres au nord-est, pour couper la voie ferrée.
Pour le 17 septembre, le général Bridoux a prévu de se porter à l'est, à une vingtaine de kilomètres au nord de Saint-Quentin, pour détruire la voie ferrée venant de Bussigny, puis d’opérer sur Saint-Quentin,.
Mais, alors que la 5e division avance sur Saint-Quentin, qu'elle doit aborder par l'ouest, le général Bridoux, qui marche avec elle, s'inquiète de la 1re division, dont la mission est d'en suivre les traces et de se tenir prête à l'appuyer. En effet, cette dernière n'est pas parvenue à Poeuilly à la mi-journée, comme il était prévu. Le général Bridoux et son état-major se portent alors à sa rencontre sur la route d'Estrées, mais se heurtent à un poste d'une ligne d'infanterie ennemie, qui se tient en embuscade et mitraille la colonne de voitures. Le général Bridoux, qui occupe la 3e voiture avec son chef d’état-major, le colonel Rampont, est mortellement blessé, d'autres sont tués, dont deux officiers d'état-major, ou blessés. Seule l'arrivée de la 1re division malencontreusement retardée permet de disperser l'ennemi et de s'assurer de la personne des blessés. Transporté à Poeuilly, le général Bridoux y décèdera dans la soirée, après une douloureuse agonie, non sans avoir rendu hommage aux « cavaliers sans chevaux » qui l’ont suivi sans faillir en dépit de leurs souffrances et avoir exprimé sa confiance dans la victoire finale.
Le général Buisson, commandant la 1re division, prend alors le commandement provisoire et fait replier les troupes après une vaine attaque sur Saint-Quentin. Le corps de cavalerie Bridoux est ainsi devenu le corps de cavalerie Buisson. Très brièvement d'ailleurs car, dès le lendemain, 18 septembre, ses divisions sont réunies à celles du 2e corps de cavalerie du général Conneau, qui prend le commandement de ce nouveau corps unique de cavalerie, rattaché à la IIe armée du général de Curières de Castelnau.